# Bagnasco
Bagnasco är en ort och kommun i provinsen Cuneo i regionen Piemonte i Italien. Kommunen hade 1 020 invånare (2018).